# گناه (مجموعه تلویزیونی ۲۰۱۹)
گناه (به انگلیسی: Guilt) مجموعه تلویزیونی اسکاتلندی مهیج و رازآلود است. این سریال نخستین مجموعه تلویزیونی بود که از شبکه جدید بی‌بی‌سی اسکاتلند پخش شد. تولید سریال گناه با سفارش بی‌بی‌سی اسکاتلند ساخته شد و پس از پخش از آن شبکه، از بی‌بی‌سی دو نیز پخش شد. این مجموعه تلویزیونی توسط نیل فورسایت نوشته و ساخته شده است.
سریال گناه در ابتدا بر روی دو برادر با بازی مارک بونار و جیمی سیوس متمرکز است که درگیر یک تعقیب و گریز خیابانی می‌شوند، سپس ماجراهای سریال با حضور تعداد زیادی از بازیگران ادامه می‌یابد. نخستین فصل از سریال گناه در سال ۲۰۱۹ پخش شد و فصل دوم در پاییز ۲۰۲۱ پخش شد. این نمایش با استقبال منتقدان روبرو شد و بعدتر در سراسر جهان از جمله در آمریکا (پی‌بی‌اس)، فرانسه (آرته)، استرالیا (بی‌بی‌سی فرست)، سوئد (تلویزیون سوئد)، آلمان (آرته)، پرتغال ( آرتی‌پی۲) و آفریقای جنوبی (شومکس) پخش شد.
سومین و آخرین فصل در آوریل ۲۰۲۳ منتشر شد.